# Пёттинг
Пёттинг (нем. Pötting) — коммуна (нем. Gemeinde) в Австрии, в федеральной земле Верхняя Австрия. 
Входит в состав округа Грискирхен.  Население составляет 536 человек (на 31 декабря 2005 года). Занимает площадь 8 км². Официальный код  —  40820.

## Политическая ситуация
Бургомистр коммуны — Петер Оберленер (АНП) по результатам выборов 2003 года.
Совет представителей коммуны (нем. Gemeinderat) состоит из 13 мест.
- АНП занимает 11 мест.
- СДПА занимает 2 места.